# Vienan Karjala
Vienan Karjala (Беломо́рская Каре́лия) — общественно-политическая газета на собственно карельском наречии карельского языка, издавалась в Петрозаводске. В 2013 году объединилась с газетой Oma Mua.

## Общие сведения
Первый номер газеты вышел 17 ноября 1999 года. Газета публикует материалы по истории и культуре карел, освещает социально-экономическую и культурную жизнь Республики Карелия, вопросы сохранения и развития карельского языка, национальной культуры и традиций. Используется в качестве учебного пособия для изучающих карельский язык в школах и вузах Карелии.
Учредителями газеты являются Законодательное Собрание Республики Карелия, Правительство Республики Карелия, Союз карельского народа и издательство «Периодика».
Выходит 2 раза в месяц объёмом 3 полосы, тиражом около 700 экземпляров.
Победитель Первого Всероссийского фестиваля финно-угорских печатных СМИ в номинации «Хранители народных традиций» (Йошкар-Ола, 2003).

### Главные редакторы
1. Ремшуева Раиса Петровна;
2. Леттиева Галина Егоровна;
3. Мелентьева Ольга Алексеевна.